# 律師 (佛教)
律師，又稱持律師、律者、毗尼师，佛教名詞，指專門持誦、研究、解釋與教授佛教戒律的出家僧侶。律師負責傳承律藏（毘尼），其修行的律藏則根據不同部派而異。漢傳佛教中的律宗，以研究四分律為主，其中的成員也稱律師。

## 词源
毘尼，即「律」。達拉，持有，持有者（即持有学识可以教人者）。

## 概論
在佛教中，律師是負責解釋與傳承佛教戒律的出家僧人。其主要工作，在於判別何事符合戒律，可做，何事不可做，這個行為的嚴重程度。
律師在僧團中佔有重要地位。僧團在進行出家儀式，授具足戒等場合，都會要求律師到場，為三師七證之一。律師負責確認此人具有加入僧團的資格，並向他解釋他應受的戒律內容，確認他願不願意發誓遵守。在平日，律師負責布薩誦戒的工作，解釋戒律的內容，確認僧團成員的行為都符合戒律，以保持僧團的純淨。當僧團成員的行為不符合戒律要求時，律師負責提出其行為不合戒律的理由，決定應如何進行處份；嚴重者，則需破門，剝奪其出家身份。

## 歷史
釋迦牟尼時代，對於僧團成員制定了一系列規定，稱為波羅提木叉。釋迦牟尼遺言僧團，在他過世後，僧團應以波羅提木叉為師。在第一次結集中，以優波離為首，收集各種學處，集結出戒經。經與律，形成佛教經典的兩大根源。在早期佛教僧團中，很早就分化出各種不同角色的成員，以修持經為主的成員，稱為持經者，為後世法師的前身；以修持戒為主的，則稱持律者，即律師，律師對於戒律的各種解釋被集結在毗奈耶中，形成律藏傳承。
學者一般相信，對於佛教戒律的看法不同，是造成佛教僧團根本分裂的主因。東西僧團對於戒律的看法不同，因十事爭議，導致僧團分裂。